# Westpfälzer Musikantenmuseum Mackenbach
Das Westpfälzer Musikantenmuseum in Mackenbach dokumentiert die Geschichte des Westpfälzer Wandermusikantentums, dessen Blütezeit zwischen 1850 und dem Ersten Weltkrieg lag.
Eine umfangreiche Sammlung zeigt neben Musikinstrumenten der Wandermusikanten auch afrikanische Musikinstrumente, historische Fotos der Musikantendörfer und -häuser sowie Reiseandenken. Auch auf die Verflechtungen zwischen dem Musikantenland und der Kultur der deutschen Auswanderer, insbesondere in den USA, wird eingegangen.
Das Westpfälzer Musikantenmuseum wurde 1991 im Bürgerhaus Mackenbach im Musikantenland eröffnet. Träger ist die Gemeinde Mackenbach. Angeregt wurde das Museum durch eine Ausstellung zum Thema "Mackenbacher Wandermusikanten" im Rahmen des hundertjährigen Bestehens des Musikvereins Mackenbach im Jahr 1983.

## Weblink
- Internetpräsenz des Westpfälzer Musikantenmuseums Mackenbach

Koordinaten: 49° 28′ 17,8″ N, 7° 35′ 3,5″ O